# Gammellund
Gammellund er en landsby beliggende på den slesvigske midtslette nord for Slesvig by i Sydslesvig. Administrativt hører landsbyen under kommunen Bollingsted i Slesvig-Flensborg Kreds i delstaten Slesvig-Holsten, Nordtyskland. I den danske periode indtil 1864 hørte landsbyen under Skt. Michaelis Sogn (Arns Herred, Gottorp Amt, Slesvig).
Gammellund er første gang nævnt 1305. Navnet er af dansk herkomst (≈gammel lund). I landsbyen og omegnen kom det i 1850 til kamphandlinger mellem danske og tyske soldater (under Slaget på Isted Hede). Gammelund var en selvstændig kommune, inden den i august 1976 blev indlemmet i Bollingsted Kommune. Modsat Gammelund hørte Bollingsted under Eggebæk Sogn (Ugle Herred, Flensborg Amt).
Lidt syd for landsbyen ligger Gammellund Sø med tilløb af Rubækken, i nordvest ligger skovområdet Stenholt, i nordøst Bøgmosen.